# Света Параскева (Теологос)
Вижте пояснителната страница за други значения на Света Параскева.
„Света Параскева“ (на гръцки: Ιερός Ναός Αγία Παρασκευή Θεολόγου) е възрожденска православна църква в село Теологос на остров Тасос, Егейска Македония, Гърция, част от Филипийската, Неаполска и Тасоска епархия на Вселенската патриаршия.
Църквата е разположена в южния край на селото. Построена е в 1843 година – датата е спомената в ктиторския надпис. Храмът е съществувал и преди тази дата, тъй като се споменава в писмо от 12 февруари 1749 и в писмо от 1793 година. Храмът е посветен както на света Петка Римлянка, така и на света Петка Епиватска. Запазена е и кондиката на храма, написана в 1844 година от светогорския монах Яков.
В архитектурно отношение е трикорабна базилика, посветена на двама светци, с женска църква. Наосът има външни размери 17,52 m на 11,80 m, дебелината на стените е 0,75 m, а площта е 251,93 m2. Заедно с екзонартекса дължината достига 21,35 m. Екзонартексът е широк 3,28 m и висок 2,65 m. В него се влиза през два сводести входа на западната фасада. Първоначално е имало още един отпред и един на южната стена, но са затворени и превърнати в прозорци. Двойна врата води в наоса, който е с ширина от 9,23 m, височина 4,85 m, а височината на женската църква е 2,40 m. Две колонади от по пет колони разделят трите кораба, широки 2,45, 4,77 и 2,42 m. Над всеки капител са изписани евангелистите, а в централния кораб на аркадата – пророци. Таванът е интересно украсен с правоъгълници, кръгове и розети. Стените от средата на прозорците са изписани. Осветлението е от четири южни и три северни прозореца с различна форма. По продължение на дългите страни в храма има пейки. Подът е покрит с бетонови плочи. Иконостасът е извит. Царските икони от север са „Свети Николай“, северната врата, „Свети Георги“, „Свети Георги“ (1846), „Света Параскева Римлянка и света Параскева Епиватска“ (1848, монах Агапий), „Света Богородица Одигитрия“, царските двери, „Христос Вседържител“, „Свети Йоан Предтеча“ (1842), „Свети Архангел“, „Свети Пантелеймон“, южната врата, „Свети Симеон“. Над тях има пояс с малките икони, след което е кръстът.
Вътрешно стълбище с пет каменни и няколко дървени стълби в северозападния ъгъл на наоса, както и външно каменно водят до женската църква. Женската църква заема целия екзонартекс и се простира дъгообразно в средния кораб и до втората колона в страничните кораби. Парапетът е дървен с вертикални панели с летви. Осветлението става през два западни и един северен прозорец.
В храма има два владишки трона, от които единият е резбован. Забележителен е и амвонът. Стенописите на църквата са от десетилетието 1890 – 1900 година. Покривът е единен, четирискатен с плочи. До църквата от север има висока каменна камбанария също покрита с плочи.